# Bo Skowronnek
Burckhard "Bo" Skowronnek est un ancien pilote de rallyes canadien, originaire de Saskatoon (Saskatchewan), tout comme son épouse Catherine Skowronnek.

## Biographie
En 1984, ce pilote eut également pour copilote Bob Rymarchuk, de Winnipeg (Manitoba). 

## Palmarès
- Champion du Canada des rallyes: 1986 (copilote Terry Epp, également de la Saskatchewan, ancien Président du CARS -Canadian Association of Rallysport-, devenu coordonnateur du rallye Perce Neige en 2011);
- Champion du Canada des rallyes en Classe Open: 1987 (Groupe A);
- Participe à la victoire de Volvo dans le Championnat des Marques canadien, en 1986.

### Quelques victoires, et places d'honneurs notables
- Rallye Perce-Neige: 1978 (copilote son épouse Catherine, sur Datsun 200 SX);
- Rallye de la Baie des Chaleurs: 1986 (copilote Terry Epp, sur Volvo 242 Turbo);
- Rallye Rocky Mountain: 1986 (copilote Terry Epp), et 1987 (copilote Brian Peet (également de la Saskatchewan) (les deux fois sur Volvo 242 T);
  - 3e du Frontier Nevada SCCA PRORally US en 1980 (Las Vegas, avec Catherine Skowronnek pour copilote, sur Datsun 510);
  - 4e du Subaru Ontario Winter Rally en 2004 (avec son fils Stefan pour copilote; Bryn Epp -fils de Terry- terminant 12e pilote);
  - 6e du rallye de Rideau Lakes WRC en 1974 (sur Datsun 240Z, avec Tony Woodlands (de Toronto, Ontario) pour copilote).

## Distinctions
- Grand Maître des Rallyes du Canada (2390 pts (>2000));
- Pour Catherine Skowronnek: le Johan McAlpine Memorial Trophy en 1976 (récompençant la rallywoman de l'année canadienne).